# Список персонажей манги и аниме «Истребитель демонов»
В данной статье приведён список персонажей из манги «Истребитель демонов» и аниме по её мотивам.

## Главные герои

### Тандзиро Камадо
Сэйю — Нацуки Ханаэ, Сатоми Сато (в детстве)
Тандзиро Камадо (яп. 竈門 炭治郎 Камадо Тандзиро:) — старший сын торговцев углём Тандзюро и Киэ Камадо. Его жизнь меняется в тот момент, когда всю его семью убивает демон Мудзан Кибуцудзи, пока сам он продаёт уголь. В то же время его сестра Нэдзуко выживает, но сама обращается в демона. Это событие сподвигает его на поиск лекарства для сестры и превращения её обратно в человека. Для этого он решает вступить в ряды организации «Истребители демонов». Его тренирует Сакондзи Урокодаки, который обучает его владению боевой техникой «дыхание воды» (яп. 水の呼吸 Мидзу но кокю:). Позднее Тандзиро начинает использовать «танец бога огня» (яп. ヒノカミ神楽 Хиноками кагура), созданный его предками и основанный на первородной технике дыхания, «дыхании дня» (яп. 日の呼吸 Хи но кокю:). Впоследствии Тандзиро комбинирует эти стили, чтобы создать свой, более устойчивый. У него весьма крепкий череп, и его удары головой часто становятся объектом юмора. Он показан как невинная и добродушная персона, всегда заботящаяся о благополучии своих товарищей и сочувствующая положению демонов. Тем не менее он понимает, что их действия не делают их достойными прощения. Его бесконечный оптимизм и простодушие позволяют большинству людей наслаждаться его компанией. В то же время с некоторыми на этой почве у него возникают конфликты. Тандзиро обладает обострённым обонянием, что позволяет ему выслеживать демонов и уклоняться от их атак, а также понимать реальные эмоции людей. Катана Тандзиро окрашена в чёрный цвет, который зачастую сменяется на ярко-красный. Его навыки владения катаной усиливаются при совмещении с Магией крови Нэдзуко под названием «Пунцовый взрыв», однако позднее он учится применять эту методику и без её помощи. Хотя в процессе финальной битвы ему удаётся отомстить за семью, он лишается левой руки и правого глаза и оказывается смертельно ранен. Обе части тела восстанавливаются при попытке Мудзана сделать из Тандзиро своего преемника, превратив в демона, но благодаря своим друзьям он вновь становится человеком.

### Нэдзуко Камадо
Сэйю — Акари Кито
Нэдзуко Камадо (яп. 竈門 禰豆子 Камадо Нэдзуко) — старшая дочь в семье торговцев углём и младшая сестра Тандзиро. Убив всю её семью, Мудзан превратил её в демона. Её персонаж выступает в качестве мотивации и поддержки для Тандзиро. Несмотря на убеждение Мудзана в том, что он убил всю семью в попытке создать демона, способного противостоять солнечному свету, Нэдзуко продолжает жить как демон, лишившись большей части своих воспоминаний. Тем не менее ей удаётся восстановить достаточное их количество, когда она пытается убить Тандзиро. Благодаря заветам Урокодаки, которые тот внушал ей в течение двух лет, Нэдзуко считает всех людей своей семьёй и безжалостно нападает на всех демонов, которые им угрожают. Вместо того, чтобы употреблять человеческую плоть, Нэдзуко восстанавливает силы во сне и может потерять сознание на долгий период времени в связи с переутомлением. Поначалу она не может разговаривать и носит кляп из бамбука, который ей дал Гию Томиока, чтобы никого не укусить. Позднее она избавляется от кляпа и начинает разговаривать, пусть и с некоторыми трудностями, так как она молчала более двух лет. Нэдзуко наделена стандартными для демонов способностями, в том числе регенерацией, сверхчеловеческой силой, возможностью изменять свой размер, а также Магией крови, получившей название «Пунцовый взрыв» (яп. 爆血 Баккэцу), с помощью которой она поджигает всю кровь, что покинула её тело. Большую часть времени Тандзиро носит её с собой в деревянном ящике (который смастерил Урокодаки), но позднее она обретает иммунитет к солнечному свету, после чего становится целью Мудзана. Разум и человечность Нэдзуко возвращаются к ней во время финальной битвы с Мудзаном, после того как действует лекарство, созданное Тамаё.

### Дзэницу Агацума
Сэйю — Хиро Симоно
Весьма трусливый юноша, вынужденный вступить в ряды истребителей демонов в то же время, что и Тандзиро, дабы избавиться от своих долгов, Дзэницу Агацума (яп. 我妻 善逸 Агацума Дзэнъицу) иногда выступает как комический персонаж. Его трусость создаёт контраст с решимостью Тандзиро. Бывший громовой столп обучил Дзэницу «дыханию молнии» (яп. 雷の呼吸 Каминари но кокю:), однако тот смог освоить лишь первую ката, и из-за этого он часто себя принижает, несмотря на факт своей одарённости. Он присоединяется к Тандзиро во время одной из миссий и с тех пор сопровождает его, в частности из-за своей влюблённости в Нэдзуко, а также из понимания того, насколько он честный и добрый. Поначалу трусливый характер мешает Дзэницу, и он может сражаться только в бессознательном состоянии или во сне, однако позднее он учится преодолевать свои страхи и действовать по мере необходимости, а затем и вовсе создаёт свою собственную ката дыхания молнии. Катана Дзэницу окрашена в жёлтый цвет и выполнена в виде молнии. У него хорошо развит слух, что позволяет ему распознавать характер других людей по звуку их сердцебиения и выслеживать демонов.

### Иноскэ Хасибира
Сэйю — Ёсицугу Мацуока
Когда он был маленьким мальчиком, его мать, Котоху Хасибиру, убил демон, которым позднее оказался Дома, вторая молодая луна из Дюжины бесовских лун. После того как мать пожертвовала собой ради спасения сына, его вырастили дикие кабаны, а один старик научил его читать и писать. Иноскэ Хасибира (яп. 嘴平 伊之助 Хасибира Иносукэ) использует в бою свою собственную технику дыхания, «дыхание зверя» (яп. 獣の呼吸 Кэдамоно но кокю:), и сражается двумя зазубренными катанами. Получив новые катаны, он намеренно откалывает от них куски, чтобы те соответствовали его предпочтениям и технике боя (что злит кузнеца, который их выковал). Как и Дзэницу, Иноскэ зачастую выступает в качестве комического персонажа. Он очень наглый и склонен на всё отвечать насилием, и хотя и кажется слабым, раз за разом проявляет себя в битвах. Он изображён как весьма мускулистый и крепкий, что контрастирует с его неестественно женственным лицом, которое обычно скрыто под маской кабана. Эту маску он носит в память о своей покойной матери-кабанихе, из головы которой она и сделана. При первой встрече с Тандзиро Иноскэ считает его своим врагом, однако они быстро становятся друзьями. Иногда он вызывает Тандзиро на поединки. Проходил окончательный отбор одновременно с Тандзиро и Дзэницу и стал первым, кто прошёл до конца, о чём, однако, большинство не знает. Катаны Иноскэ окрашены в серо-голубой цвет. У него хорошо развито осязание, и он способен выслеживать врагов по вибрациям в воздухе.

### Канао Цуюри
Сэйю — Рэйна Уэда
Канао Цуюри (яп. 栗花落 カナヲ Цуюри Канао) присоединяется к истребителям демонов в то же время, что и Тандзиро, Дзэницу и Гэнъя. Она — протеже Синобу Котё, действующего насекомьего столпа, и учится на её наследницу. Тем не менее это не означает, что она станет насекомьим столпом в будущем или использует ту же технику дыхания, что и Синобу, в настоящем. Она применяет стиль «дыхания цветов» (яп. 花の呼吸 Хана но кокю:) и является высококвалифицированным бойцом, но не способна самостоятельно принимать решения. Она выросла в бедной, абьюзивной семье и была продана в рабство, вследствие чего перестала выражать эмоции. Даже после того, как её спасли Синобу и Канаэ, она не делала ничего, пока ей не будет велено, а потому Канаэ дала ей монетку, которую та сможет подбросить, когда понадобится принять решение, на которую она полагается до тех пор, пока Тандзиро не убеждает её научиться слушать своё сердце. Это подразумевает возможное возникновение у неё чувств по отношению к Тандзиро, которое доходит до того, что она рискует своей жизнью в попытке спасти его, когда тот становится демоном. Катана Канао окрашена в розовый цвет, у неё хорошо развито зрение, что позволяет ей уклоняться от вражеских атак, однако в бою с Домой эта способность утомляет её до такой степени, что она слепнет на один глаз. После победы над Мудзаном выходит замуж за Тандзиро, через сто лет живут двое их праправнуков — Каната Камадо и Сумихико Камадо.

### Гэнъя Синадзугава
Сэйю — Нобухико Окамото
Другой истребитель демонов, вступивший в ряды организации одновременно с Тандзиро Камадо и Дзэницу Агацумой. Гэнъя Синадзугава (яп. 不死川 玄弥 Синадзугава Гэнъя) — грубый и постоянно сквернословящий человек, которого не интересует ничего, кроме убийства демонов. Его характер меняется после битвы бок о бок с Тандзиро ради защиты скрытой Деревни кузнецов. В отличие от большинства других истребителей, он не может использовать традиционные техники дыхания или владеть мечом. Вместо этого он употребляет плоть тех демонов, с которыми сражается, и, благодаря своей особенной пищеварительной системе, на некоторое время обретает демонические способности. Мощь этих способностей зависит от силы демона, которого он поглотил. Во время использования способностей демонов он также становится уязвим для их слабостей. Гэнъя вооружён ружьём, которое заряжено специальными патронами, созданными из того же материала, что и клинки солнца и вакидзаси истребителей демонов. Он — младший брат Санэми Синадзугавы, действующего ветряного столпа, который постоянно избегает его, и тот не понимает, что его старший брат хочет, чтобы он жил нормальной жизнью. В битве бок о бок со столпами против Кокусибо Гэнъя оказывается смертельно ранен, а перед смертью успевает примириться с братом. В эпоху Рэйва они с братом реинкарнируют в офицеров полиции.

## Истребители демонов
«Истребители демонов» (яп. 鬼殺隊 Кисацутай) — существующая с древних времён организация, члены которой посвящают себя защите человечества от демонов. В её рядах служат сотни истребителей, однако действуют они втайне ото всех, в особенности от Правительства Японии. Самыми могущественными мечниками среди истребителей и элитными воинами организации являются столпы́ (яп. 柱 Хасира).

### Семья Убуясики

#### Кагая Убуясики
Сэйю — Тосиюки Морикава
Кагая Убуясики (яп. 産屋敷 耀哉 Убуясики Кагая) — девяносто седьмой глава истребителей демонов, чья семья и основала эту организацию. Он является дальним родственником Мудзана, весь его род был поражён заболеванием, которое медленно убивает всех членов семьи прежде, чем те доживут до тридцати лет, вероятно из-за их связи с кровью Мудзана. Он жертвует собой, чтобы ослабить Мудзана, во время взрыва, который уничтожает его фамильное поместье.

#### Аманэ Убуясики
Сэйю — Рина Сато
Аманэ Убуясики (яп. 産屋敷 あまね Убуясики Аманэ) — жена и сиделка Кагаи. Погибает во время взрыва в поместье Убуясики.

#### Хинаки Убуясики
Сэйю — Юмири Ханамори
Хинаки Убуясики (яп. 産屋敷 雛衣 Убуясики Хинаки) — первый ребёнок в семье, сестра-близнец Нитики и старшая дочь Кагаи и Аманэ. Погибает во время взрыва в поместье Убуясики.

#### Нитика Убуясики
Сэйю — Ари Одзава
Нитика Убуясики (яп. 産屋敷 日夏 Убуясики Нитика) — одна из детей в семье Убуясики, вторая по старшинству дочь Кагаи и Аманэ. Погибает во время взрыва в поместье Убуясики.

#### Кирия Убуясики
Сэйю — Аой Юки
Кирия Убуясики (яп. 産屋敷 輝利哉 Убуясики Кирия) — единственный сын Кагаи и третий ребёнок в семье Убуясики, присутствовал на окончательном отборе Тандзиро. Он очень сильно похож на своих старших сестёр Канату и Куину, за исключением волос: у него они чёрные, а у них — белые. После смерти отца Кирия в срочном порядке становится преемником Кагаи и возглавляет истребителей демонов в финальной битве в Бесконечной крепости. После смерти Мудзана Кирия официально расформировывает организацию за ненадобностью, так как миссия по истреблению Мудзана выполнена. Кирия доживает до наших дней и становится самым долгоживущим человеком в Японии.

#### Куина Убуясики
Куина Убуясики (яп. 産屋敷 杭奈 Убуясики Куина) — четвёртый ребёнок в семье Убуясики, одна из младших дочерей Кагаи, сестра-близнец Канаты. После смерти отца она помогает Кирии во время финальной битвы.

#### Каната Убуясики
Сэйю — Сиори Идзава
Каната Убуясики (яп. 産屋敷 彼方 Убуясики Каната) — самый младший ребёнок в семье Убуясики, младшая дочь Кагаи, сестра-близнец Куины, которая также сопровождает Кирию. После смерти отца она помогает Кирии во время финальной битвы.

### Столпы

#### Гию Томиока
Сэйю — Такахиро Сакураи
Гию Томиока (яп. 冨岡 義勇 Томиока Гию:) — действующий водный столп. Первый истребитель демонов, которого встречает Тандзиро на своём пути. Поначалу он пытается убить Нэдзуко, но изменяет своё решение, увидев, как та защищает Тандзиро, пока тот без сознания. Он отправляет их к своему наставнику Урокодаки, надеясь, что Тандзиро сможет преуспеть и вылечить Нэдзуко. Кажущийся отчуждённым и безэмоциональным, он не считает себя истинным столпом, хотя и владеет дыханием воды, из-за ПТСР, развившегося у него после того, как Сабито защищает его на окончательном отборе  ценой своей жизни. Он создал свою собственную ката дыхания воды, которую знает только он сам. В процессе финальной битвы с Мудзаном лишается руки, но выживает после того, как демона убивают. Реинкарнация Гию в эпоху Рэйва — ребёнок по имени Гиити, близкий друг реинкарнаций Сабито и Макомо.

#### Синобу Котё
Сэйю — Саори Хаями
Синобу Котё (яп. 胡蝶 しのぶ Котё: Синобу) — действующий насекомий столп. Она довольно хладнокровна и всегда улыбается, вне зависимости от ситуации. Ей нравится поддразнивать других, в основном раздражать Гию Томиоку тем фактом, что его все недолюбливают. За своим светлым обликом она скрывает глубокую ненависть по отношению к демонам за то, что те отняли жизни тех, кого она любила, в том числе её старшей сестры. В отличие от других столпов, не настолько сильна, чтобы обезглавливать демонов, и вместо этого орудует маленькой, тонкой катаной, с помощью которой убивает демонов созданным ей из цветов глицинии ядом. Синобу жертвует собой, чтобы победить Дому, предварительно употребив большие дозы яда из глицинии, чтобы отравить демона в тот момент, когда он её поглотит, в то время как Канао и Иноскэ добивают его. Перед смертью она также помогает Тамаё в создании лекарства для Нэдзуко и смеси ядов, которые позднее были применены для ослабления Мудзана. В эпоху Рэйва они с Канаэ реинкарнируют в учениц старшей школы.
Её фамилия Котё (яп. 胡蝶 Котё:) переводится с японского языка как «бабочка»

#### Кёдзюро Рэнгоку
Сэйю — Сатоси Хино, Мария Исэ (в детстве)
Кёдзюро Рэнгоку (яп. 煉獄 杏寿郎 Рэнгоку Кё:дзюро:) — действующий пламенный столп, унаследовавший данный титул от своего отца Синдзюро. Хотя он и кажется буйным и жизнерадостным чудаком, Кёдзюро очень добродушен и чтит наставления своей матери о защите слабых. Он решает расследовать дело о поезде «Бесконечный» вместе с Тандзиро, Дзэницу, Иноскэ и Нэдзуко. После битвы с Эмму он встречает Акадзу из Дюжины бесовских лун. Акадза предлагает Кёдзюро стать демоном, чтобы они могли сражаться вечно, однако Кёдзюро наотрез отказывается. В конечном счёте Акадза его убивает. В свои последние минуты Кёдзюро отправляет Тандзиро к своему отцу, и юноша впоследствии вставляет гарду из сломанной катаны Кёдзюро в свою новую в качестве дани уважения столпу. В эпоху Рэйва его реинкарнация учится в старшей школе.

#### Тэнгэн Удзуй
Сэйю — Кацуюки Конъиси
Тэнгэн Удзуй (яп. 宇髄 天元 Удзуй Тэнгэн) — действующий звуковой столп и бывший синоби. Буйный и гордый, Тэнгэн всегда стремится делать всё «блестяще». Хотя он и бывает высокомерен и снисходителен, Тэнгэн скрывает сожаления о своей жизни как синоби, когда ему пришлось убить некоторых своих братьев и сестёр по приказу отца. В надежде на искупление он и стал истребителем. У него три жены, которые являются куноити и сопровождают его на миссии и вместе с ним подают в отставку после того, как тот лишается левой руки и глаза в битве с Гютаро. Он возвращается в финальной битве против Мудзана, охраняя Кирию вместе с отцом Кёдзюро. В эпоху Рэйва у Тэнгэна имеется реинкарнация / потомок по имени Тэнма, спортсмен, получивший золотую медаль по спортивной гимнастике.

#### Мицури Канродзи
Сэйю — Кана Ханадзава
Мицури Канродзи (яп. 甘露寺 蜜璃 Канродзи Мицури) — действующий любовный столп и бывшая ученица Кёдзюро Рэнгоку. У неё невероятно страстный, в какой-то степени легкомысленный характер. Её катана, похожая на хлыст, создана из гибкого металла, которым только она может владеть должным образом. Она обладает повышенной гибкостью и физической силой в связи с тем, что её мышцы плотнее, чем у обычных людей. Стала истребителем, желая найти мужчину сильнее себя, который будет её любить. Особенно сильно восхищается другими мужчинами-столпами и всегда восхваляет их в своих мыслях. Будучи смертельно раненой во время финальной битвы против Мудзана, она признаётся в любви Обанаю Игуро и умирает вместе с ним. В эпоху Рэйва она реинкарнирует и выходит замуж за реинкарнацию Обаная, они вместе владеют рестораном.

#### Муитиро Токито
Сэйю — Кэнго Каванъиси
Муитиро Токито (яп. 時透 無一郎 Токито: Муитиро:) — действующий туманный столп. Внешне равнодушный, он очень сильно ненавидит демонов, что является его движущей силой в бою. У него был старший брат-близнец Юитиро, которого убил демон, когда они были младше. С тех пор он всё время винил себя в том, что выжил, пока Тандзиро не приободрил его. В связи с тем случаем он по большей части потерял свою память, которая вернулась к нему после того, как он понял, что у Тандзиро глаза того же цвета, что и у его отца. Погибает в битве с первой молодой луной Кокусибо, который оказывается его далёким предком. В эпоху Рэйва он реинкарнирует в ребёнка, как и его брат.

#### Гёмэй Химэдзима
Сэйю — Томокадзу Сугита
Гёмэй Химэдзима (яп. 悲鳴嶼 行冥 Химэдзима Гё:мэй) — действующий каменный столп, признан сильнейшим из них. Слеп. Человек высокого роста, Гёмэй был монахом, который заботился об осиротевших детях. После того как детей убил демон, а в этом обвинили его, пусть он и пытался их защитить, он стал более жестоким, но остался таким же заботливым. Поначалу он сочувствует Тандзиро из-за того, что Нэдзуко является демоном, но позднее признаёт его, убедившись в его честности. Гёмэй — единственный столп, который не использует катану и сражается огромной булавой, которую благодаря своему росту и силе может поднять только он. В финальной битве против Мудзана он лишается ноги, а после умирает от потери крови. В эпоху Рэйва Гёмэй реинкарнирует в воспитателя детского сада.

#### Обанай Игуро
Сэйю — Кэнъити Судзумура
Обанай Игуро (яп. 伊黒 小芭内 Игуро Обанай) — действующий змеиный столп, которого всегда сопровождает его ручная змея Кабурамару. Грубый и жёсткий юноша, испытывает отвращение к себе из-за своего прошлого. Он рос в семье женщин-бандиток, которые собирались принести его в жертву демону-змею, которому они поклонялись, однако позднее его спас Синдзюро. Он присоединился к Истребителям демонов, чтобы выместить ярость, накопившуюся после убийства его семьи, состоявшей в сговоре с демоном. Он влюблён в Мицури и сильно ревнует, когда кто-то с ней сближается. Хотя в финальной битве он и лишается глаза, ему по-прежнему удаётся давать указания Тандзиро с помощью Кабурамару, что позволяет тому продолжать борьбу. Смертельно раненый, он признаётся в любви Мицури, после чего умирает вместе с ней. После его смерти за Кабурамару ухаживает Канао. В эпоху Рэйва Обанай реинкарнирует и женится на Мицури, после чего они вместе заведуют рестораном.

#### Санэми Синадзугава
Сэйю — Томокадзу Сэки
Санэми Синадзугава (яп. 不死川 実弥 Синадзугава Санэми) — действующий ветряной столп. Конфликтный и агрессивный, пытается показать демоническую природу Нэдзуко перед столпами и Кагаей. Хотя ему и не удаётся этого сделать, он не признаёт брата и сестру Камадо. Будучи подростком, стал свидетелем смерти своих братьев и сестёр и был вынужден убить свою мать, обратившуюся в демона. Он старший братом Гэнъи Синадзугавы, единственного выжившего ребёнка в семье, и постоянно избегает его, на самом деле желая, чтобы брат ушёл из истребителей и жил обычной жизнью. Он один из двух столпов, что выжили в финальной битве против молодых лун и Мудзана Кибуцудзи, вторым является Гию; в битве с первой молодой луной, Кокусибо, Санэми лишается двух пальцев на правой руке. В эпоху Рэйва он реинкарнирует в офицера полиции.

### Дом бабочки

#### Аой Кандзаки
Сэйю — Юри Эхара
Аой Кандзаки (яп. 神崎 アオイ Кандзаки Аой) — одна из приёмных сестёр Синобу. Хотя Аой и прошла окончательный отбор, она оказалась слишком пугливой для сражений на передовой и вместо этого заботится о раненых истребителях, проходящих лечение в Доме бабочки. После роспуска организации выходит замуж за Иноскэ.

#### Гото
Сэйю — Макото Фурукава
Гото (яп. 後藤 Гото:) — член бригады сокрытелей, в основном спасающий Тандзиро и его друзей после битв.

#### Суми Накахара, Нахо Такада и Киё Тэраути
Сэйю — Аюми Мано (Суми), Юки Кувахара (Нахо) и Нанами Ямасита (Киё)
Суми Накахара (яп. 中原 すみ Накахара Суми), Нахо Такада (яп. 高田 なほ Такада Нахо) и Киё Тэраути (яп. 寺内 きよ Тэраути Киё) — девочки-служанки в Доме бабочки. Синобу взяла их под опеку после того, как их семьи убили демоны.

### Деревня кузнецов

#### Хотару Хаганэдзука
Сэйю — Дайсукэ Намикава
Хотару Хаганэдзука (яп. 鋼鐵塚 螢 Хаганэдзука Хотару) — один из кузнецов, кующих катаны для истребителей демонов, в его случае для Тандзиро. Хотару мало что интересует кроме катан, и он приходит в ярость, когда Тандзиро ломает или теряет свою катану, и успокаивается, лишь получив данго.

#### Кодзо Канамори
Сэйю — Эидзи Такэмото
Кодзо Канамори (яп. 鉄穴森 鋼蔵 Канамори Ко:дзо:) — другой кузнец, кующий катаны для истребителей, в данном случае для Иноскэ. Хотя у него, в сравнении с Хотару, более спокойный характер, он тоже приходит в ярость, видя, как Иноскэ камнем откалывает куски от своей катаны.

#### Котэцу
Сэйю — Аюму Мурасэ
Котэцу (яп. 小鉄) — десятилетний мальчик, унаследовавший механическую куклу, созданную его предками по образу и подобию Ёриити. Ранен демоном, сотворённым Гёкко, но удар оказывается не смертельным благодаря гарде Тандзиро, а позднее его защищает Муитиро.

### Прочие истребители

#### Мурата
Сэйю — Коки Мията
Мурата (яп. 村田) — истребитель демонов, посланный на гору Натагумо. Один из выживших после убийства семьи пауков, становится другом Тандзиро и с тех пор появляется во время нескольких событий. Как и Тандзиро, Мурата использует дыхание воды, но очень слабо, поскольку «не видит, как из катаны выходит вода».

#### Канаэ Котё
Сэйю — Аи Каяно
Канаэ Котё (яп. 胡蝶 カナエ Котё: Канаэ) — бывший цветочный столп. Покойная биологическая сестра Синобу и приёмная сестра Канао. Была убита Домой, второй молодой луной из Дюжины бесовских лун. В эпоху Рэйва они с Синобу реинкарнируют в учениц академии.

## Демоны
Демоны (яп. 鬼 Они) — бессмертные существа, питающиеся человеческой плотью и кровью и становящиеся сильнее с каждым съеденным человеком. Все демоны раньше были людьми, однако они лишились воспоминаний о своей человеческой жизни и практически всех человеческих черт после того, как в их организм попала кровь Мудзана Кибуцудзи и они стали его подчинёнными, разделяющими его взгляды и мысли. Старшие демоны способны использовать заклинания, известные как Магия крови (яп. 血鬼術 Кэккидзюцу). У каждого демона Магия крови своя.
Все демоны уязвимы для солнечного света, который обращает их в прах, однако также их можно убить обезглавливанием специальными мечами, которыми орудуют истребители демонов и которые называются клинками солнца (яп. 日輪刀 Нитирин то:). Также демоны не переносят цветов глицинии и избегают те места, где они растут в изобилии, так как экстракт глицинии в больших дозах для них опасен.

### Мудзан Кибуцудзи
Сэйю — Тосихико Сэки
Мудзан Кибуцудзи (яп. 鬼舞辻 無惨 Кибуцудзи Мудзан) — первый и сильнейший демон из живущих. Способен с помощью своей крови обращать людей в демонов, а также управлять своей клеточной структурой и регулярно маскироваться под людей разных возрастов и полов. Он устраивает всё таким образом, чтобы его клетки убивали демонов, которые упомянут его имя. Также он может поглощать клетки других существ, чтобы ассимилировать их способности и воспоминания. Изначально Мудзан был болезненным юношей, жившим в период Хэйан, а его обращение в демона произошло в результате экспериментального лечения, призванного продлить ему жизнь. Только после убийства своего лекаря он осознал, что лечение дало эффект. С тех пор Мудзан посвятил свою жизнь завершению лечения, обращая демонов, что могли бы в перспективе преодолеть его единственную слабость, солнечный свет. Из-за проигранного им боя с Ёриити он также испытывал оправданное беспокойство в отношении тех, кто владел дыханием дня. Это мотивирует его напасть на семью Тандзиро в попытке обратить хотя бы одного её члена в демона, что обладал бы иммунитетом к солнечному свету. Вскоре у Нэдзуко, единственной выжившей в тот день, появляется эта способность, и Мудзан решает поймать и сожрать её, чтобы избавиться от своей единственной слабости. Истребители пользуются одержимостью Мудзана и заманивают его в ловушку, в которой убивают оставшихся его последователей. Мудзан убивает Тамаё и множество истребителей, после чего понимает, что в него было введено множество оборотных сывороток, разработанных Тамаё и Синобу, с добавлением ядов, что избавляют его от большинства способностей и ослабляют. В итоге истребителям удаётся задержать Мудзана на открытом месте до восхода солнца, и его тело уничтожает солнечный свет. Перед смертью Мудзан успевает обратить Тандзиро в демона, чтобы тот убил истребителей, но неудачно: с помощью друзей Тандзиро вновь становится человеком.

### Дюжина бесовских лун
Дюжина бесо́вских лун (яп. 十二鬼月 Дзю: ни кидзуки) — особая группа демонов, служащих Мудзану, у которых в глазах высечены метки их членства. Они — вторые по силе демоны после Мудзана. Шестерых самых слабых из них называют старыми лунами, у них ранг высечен лишь на левом глазу, в то время как шестеро самых сильных демонов называют себя молодыми лунами, у них обозначены оба глаза. После смерти Руи Мудзан решает избавиться от нынешних старых лун и оставить у себя на службе только молодых.

#### Молодые луны
Высокопоставленные члены Дюжины. Каждый из них прожил хотя бы сотню лет и убил множество столпов. Некоторые из них трансформировали свои тела до такого состояния, что простым обезглавливанием, как прочих демонов, их не убить. До присоединения Тандзиро и его друзей к истребителям их состав не менялся десятилетиями, и ни один мечник не мог убить никого из них.

##### Кокусибо
Сэйю — Рётаро Окиаю
Кокусибо (яп. 黒死牟 Кокусибо:) — самый сильный подчинённый Мудзана, занимающий должность первой молодой луны; при жизни был истребителем демонов по имени Митикацу Цугикуни (яп. 継国 巌勝 Цугикуни Митикацу) и старшим братом-близнецом Ёриити. Завидуя одарённости брата, он поддаётся соблазнению со стороны Мудзана и становится демоном, чтобы стать совершенным мечником, не боящимся умереть от болезни или от старости. Будучи обращённым истребителем, Кокусибо использует технику дыхания, известную как «дыхание ночи» (яп. 月の呼吸 Цуки но кокю:), происходящую от дыхания дня Ёриити. Погибает в битве с Гёмэем, Санэми, Гэнъей и Муитиро, успев нанести двум последним смертельные раны.

##### Дома
Сэйю — Мамору Мияно
До́ма (яп. 童磨 До:ма) — демон-нигилист, вторая молодая луна. Когда он был ребёнком, родители считали его идеальным и благословлённым и построили вокруг его личности религиозный культ. После смерти родителей он начал управлять культом, а после того, как Мудзан превратил его в демона, начал есть своих последователей, внушая им мысль о том, что они будут жить вечно внутри него. Одним из членов культа была мать Иноскэ Котоха, которую он убил, когда она сбежала, увидев его истинное лицо. Также он убил старшую сестру Синобу Канаэ. Отчаянно пытаясь победить его, Синобу вводит себе в тело большую дозу глицинии и позволяет демону себя съесть. Затем Канао и Иноскэ убивают ослабленного Дому.

##### Акадза
Сэйю — Акира Исида
Акадза (яп. 猗窩座) — третья молодая луна. Презирает всех, кого считает слабыми, а тем, кого считает сильными, предлагает заслужить его уважение путём превращения в демонов. В человеческой жизни его звали Хакудзи (яп. 狛治); будучи ребёнком, он воровал с целью заботы о своём больном отце, который позднее совершил самоубийство, чтобы освободить сына от бремени. Хакудзи стал подопечным и учеником матера боевых искусств Кэйдзо и в то же время влюбился в его дочь Коюки. Хакудзи лишился своей новой семьи после того, как её отравили ученики из додзё-конкурента, неспособные победить его в честном бою, после чего он голыми руками убил их всех и Мудзан обратил его в демона. Акадза смертельно ранит и убивает Кёдзюро, а после сражается с Тандзиро и Гию. Во время битвы к нему возвращаются воспоминания о его человеческой жизни и он совершает самоубийство, добровольно препятствуя собственной регенерации и умирая от полученных травм.

##### Хантэнгу
Сэйю — Тосио Фурукава (оригинал), Юитиро Умэхара (Сэкидо), Кайто Исикава (Караку), Сюнсукэ Такэути (Уроги), Сома Сайто (Айдзэцу), Коити Ямадэра (Дзохакутэн)
Хантэнгу (яп. 半天狗) — кажущийся слабым четвёртый демон молодой луны. Хантэнгу показывает свою истинную силу путём разделения себя на нескольких клонов, олицетворяющих различные эмоции и носящих разные имена: Сэкидо, Караку, Айдзэцу, Уроги, Дзохакутэн и Урами. У каждого из них свой образ, характер и способности. В человеческой жизни он был преступником, который постоянно кричал о своей невиновности, после чего Мудзан обратил его в демона. Убит Тандзиро, но перед смертью успевает сообщить Мудзану о проявившемся у Нэдзуко иммунитете к солнечному свету.

##### Накимэ
Сэйю — Марина Иноуэ
Накимэ (яп. 鳴女) — играющая на биве девушка-демон, владеющая Бесконечной крепостью (яп. 異空間無限城 Ику:кан мугэн-дзё:), иным измерением, которое Мудзан сделал своей оперативной базой. Когда-то Накимэ была бродячим музыкантом, у которой появилась привычка убивать перед выступлениями, так как она ассоциировала свои убийства с аплодисментами благодарности за убийство её мужа, продавшего её инструменты. При встрече с Мудзаном попыталась убить его, но заслужила его уважение за то, что нашла его, и начала новую жизнь как демон. После смерти Хантэнгу Накимэ получает должность четвёртой молодой луны. Накимэ сражается с Мицури и Обанаем до тех пор, пока  Юсиро не помещает её внутрь своей иллюзии, и Мудзан убивает её, чтобы не позволить врагам перехватить контроль над крепостью.

##### Гёкко
Сэйю — Косукэ Ториуми
Гёкко (яп. 玉壼) — демон с изуродованной внешностью, всегда находящийся внутри вазы, является пятым демоном молодой луны. При жизни он был крестьянином-изгоем, у которого появилась одержимость трупами после того, как его родители утонули в море и их тела вынесло на берег. В качестве мести за похищение и убийство ребёнка его ранили и оставили умирать, но вскоре Мудзан обратил его. Он считает себя творческой личностью и невероятно сильно гордится своими творениями, в одном из которых тела его жертв переплетаются и становятся гротескными, живыми скульптурами. В порыве гордыни он пытается сбить концентрацию Хотару, несколько раз раня того, пока он занимается затачиванием катаны, вместо того, чтобы его убить, желая доказать, что он лучший живописец. Убит Муитиро.

##### Даки
Сэйю — Миюки Савасиро
Даки (яп. 堕姫) — маскирующаяся под ойран девушка-демон, разделяет пост шестой молодой луны со своим старшим братом Гютаро, они оба используют её работу в квартале красных фонарей, чтобы привлекать новых жертв. В человеческой жизни её звали Умэ (яп. 梅, букв. сифилис) — так же, как и болезнь, от которой умерла её мать, — и Гютаро растил её в трущобах квартала красных фонарей. Несмотря на свой изменчивый характер, её красота в юности привела её к успеху в квартале, но когда ей исполнилось 13, её поджёг клиент-самурай за то, что она выколола ему глаз. Когда они с Гютаро были на пороге смерти, их встретил Дома, который обратил их в демонов и передал им место среди молодых лун. Она использует пояса оби, чтобы поглощать своих жертв и помещать их в тайное место, прежде чем съесть; оби является как оружием, так и полунезависимым разумным существом. Дзэницу и Иноскэ отрубают ей голову. После смерти Даки снова принимает облик Умэ и встречает Гютаро в загробном мире. Желая уберечь сестру от вечности ада, Гютаро пытается оттолкнуть Умэ от себя, но та отказывается покидать его, напоминая брату о его обещании вместе всё преодолеть.

##### Гютаро
Сэйю — Рёта Осака
Гютаро (яп. 妓夫太郎 Гю:таро:) — демон с уродливой внешностью, разделяет пост шестой молодой луны со своей младшей сестрой Даки. Будучи человеком, рождённым в трущобах квартала красных фонарей, он подвергался остракизму и презрению за свою внешность, которая стала такой из-за издевательста со стороны матери. Присутствие в его жизни Умэ дарило ему радость и позволило принять свою склонность к насилию. Он устроился выбивателем долгов. Когда он убил клиента, который сжёг Умэ заживо, его смертельно ранили, а после Дома обратил его в демона. Обычно он скрывается в теле Даки и выходит наружу только в тех случаях, когда её жизни что-то угрожает. Он сражается, используя свою ядовитую кровь и два демонических серпа как основу его Магии крови. Так как и Гютаро, и Даки являются шестыми демонами молодой луны, их можно убить, только обезглавив их обоих одновременно. Тэнгэн и Тандзиро отрубают ему голову, и он сожалеет о том, что он оказывал негативное влияние на жизнь сестры, и едва не срывается в ответ на её оскорбления в последние моменты жизни. Хотя он решает отправиться в ад в одиночку, чтобы ответить за грехи их обоих, Умэ отказывается его покидать, и он смягчается.

##### Кайгаку
Сэйю — Ёсимаса Хосоя
Кайгаку (яп. 獪岳) — молодой демон, ставший шестой молодой луной после смертей Даки и Гютаро. Изначально он был одним из сирот, которых воспитывал Гёмэй, однако другие дети выгнали его из храма за кражу денег, после чего он встретил демона, которого впустил в храм в обмен на сохранение себе жизни, что привело к смертям детей и тюремному заключению Гёмэя по ложному обвинению. Позднее он становится истребителем демонов и под началом Дзигоро изучает дыхание молнии вместе с Дзэницу, после чего предаёт истребителей и позволяет Кокусибо обратить себя в демона. В знак искупления Дзигоро совершает сэппуку. В отличие от Дзэницу, освоившего только первую из шести ката дыхания молнии, Кайгаку освоил лишь оставшиеся пять. Убит Дзэницу с помощью седьмой, особой ката, которую тот создал сам.

#### Старые луны
Низкоранговые члены Дюжины, чей состав, в отличие от молодых лун, постоянно меняется. После смерти старой луны Руи Мудзан убивает их всех, кроме Эмму, считая их бесполезными.

##### Эмму
Сэйю — Дайсукэ Хиракава
Эмму (яп. 魘夢) — демон-садист, занимающий пост первой старой луны и невероятно преданный Мудзану. Раньше он был бредовым социопатом, притворявшимся лекарем, чтобы разводить людей в отчаянном положении на деньги. Мудзан по своей прихоти обратил его в демона, хотя изначально собирался съесть. Эмму поднялся до своего текущего статуса, чтобы Мудзан мог его признать. Его Магия крови позволяет проникать в сны человека и управлять ими. Будучи единственным демоном старой луны, пережившим массовое истребление Мудзаном, Эмму получает задание убить столпа и Тандзиро. Эмму заманивает Тандзиро и его друзей в ловушку на поезде, с которым позднее становится одним целым, но, к своему удивлению, умирает от рук Тандзиро.

##### Руи
Сэйю — Коки Утияма
Руи (яп. 累) — молодо выглядящий демон, занимающий пост пятой старой луны; при жизни он являлся болезненным ребёнком. После того как Мудзан обратил его в демона, он убил своих родителей, когда они попытались убить его. Эти мучения заставили Руи забыть о своих родителях и получить от Мудзана разрешение на обращение других людей и демонов с помощью своей крови, создавая себе подменную семью, с которой он жестоко обращается из-за непонимания семейных уз. Это проявляется в его зависти верности брата и сестры Камадо друг другу, после чего он перестаёт сдерживаться и беспорядочно атакует, пока его не убивает Гию. Перед смертью он вспоминает родителей и воссоединяется с ними.

##### Кёгай
Сэйю — Дзюнъити Сувабэ
Кёгай (яп. 響凱 Кё:гай) — бывший шестой демон старой луны, Кёгай также известен как «Демон барабанов» (яп. 鼓鬼 Цудзуми они). Мудзан выгнал его из Дюжины из-за того, что он лишился способности есть людей и достиг своего предела. В связи с этим он одержим идеей вернуться в Дюжину путём отлова и поедания людей, проходящих мимо Дома барабанов. До превращения в демона Кёгай был неудачливым поэтом, чьи работы все отвергали. Он сражается, используя барабаны в своём теле; ударами по ним он поворачивает комнаты вокруг своей оси, меняет своё местоположение в пределах дома и разрезает воздух мощными ударами. Погибает в продолжительном бою с Тандзиро.

##### Камануэ
Сэйю — Кэнн
Камануэ (яп. 釜鵺) — шестая старая луна, первый демон, убитый Мудзаном, решившим устроить чистку старых лун. Умер в результате сомнения касательно ожиданий своего господина, в котором Мудзан разглядел неповиновение.

##### Мукаго
Сэйю — Кана Уэда
Мукаго (яп. 零余子) — четвёртая старая луна, убитая Мудзаном после того, как он заключил, что она боится истребителей демонов больше, чем его, и посчитал её попытку сохранить лицо попыткой перечить его воле.

##### Вакураба
Сэйю — Соитиро Хоси
Вакураба (яп. 病葉) — третья старая луна, убит Мудзаном при попытке сбежать из Бесконечной крепости.

##### Рокуро
Сэйю — Тайтэн Кусуноки
Рокуро (яп. 轆轤) — вторая старая луна, убит после того, как попросил Мудзана дать ему его крови, чтобы сделать его сильнее, что Мудзан расценил как подрыв его авторитета.

### Семья пауков

#### Демон-паук (мать)
Сэйю — Ами Косимидзу
Демон-паук (мать) (яп. 蜘蛛鬼「母」 Кумо они хаха) — член семьи пауков. Молодая девушка, обращённая в демона, была вынуждена принять роль «матери» для Руи и изменить свою внешность. Она может контролировать людей с помощью нитей своей паутины, которые крепят маленькие белые, красные и синие пауки. Постоянно живущая в страхе перед Руи, она позволяет Тандзиро убить себя.

#### Демон-паук (отец)
Сэйю — Тэцу Инада
Демон-паук (отец) (яп. 蜘蛛鬼「父」 Кумо они тити) — член семьи пауков. Играет роль «отца» и, как и старший брат, имеет внешность получеловека с головой паука. Обладает чудовищной силой. Иноскэ с трудом сражается с демоном в одиночку, однако Гию убивает его без проблем.

#### Демон-паук (брат)
Сэйю — Сётаро Морикубо
Демон-паук (брат) (яп. 蜘蛛鬼「兄」 Кумо они ани) — член семьи пауков. Играет роль «старшего брата» и является вторым членом семьи с внешностью наполовину человеческой, наполовину паучьей — от паука у него всё, кроме головы. Способен превращать людей в чудовищных полупауков, когда их кусают его приспешники. Обезглавлен Дзэницу.

#### Демон-паук (сестра)
Сэйю — Рёко Сираиси
Демон-паук (сестра) (яп. 蜘蛛鬼「姉」 Кумо они анэ) — член семьи пауков. Играет роль «старшей сестры» и способна создавать ядовитые коконы из паутины, обездвиживающие врагов и превращающие их в пищу. Покорена и убита Синобу.

### Прочие демоны

#### Демон из храма
Сэйю — Хикару Мидорикава
Демон из храма (яп. お堂の鬼 Одо: но они) — демон, с которым сталкиваются и которого вместе побеждают Тандзиро и Нэдзуко по пути к Урокодаки.

#### Демон рук
Сэйю — Такэхито Коясу, Аки Тоёсаки (в детстве)
Демон рук (яп. 手鬼 Тэ они) — мстительный демон, пойманный Урокодаки и отправленный на гору, где проходят окончательные отборы в истребители демонов. Не имея возможности покинуть гору, он поставил перед собой цель ловить и есть всех учеников Урокодаки в отместку за то, что тот его поймал (съел в том числе Макомо и Сабито). Почти всегда ему это удавалось, однако он не смог съесть Гию, а позднее и Тандзиро.

#### Болотный демон
Сэйю — Рёхэй Кимура
Болотный демон (яп. 沼鬼 Нума они) — демон, похищающий молодых девушек. Он пытается ловить тех девушек, которым ещё не исполнилось 16 и чьё мясо ещё не стало «гнилым». Является целью Тандзиро во время его первой миссии, во время которой демона убивают.

#### Яхаба
Сэйю — Дзюн Фукуяма
Яхаба (яп. 矢琶羽) — демон, служащий непосредственно Мудзану. Считает, что является членом Дюжины бесовских лун, хотя это на самом деле не так, поскольку у него в глазу нет порядкового номера — отличительной черты членов Дюжины. С помощью глаз на своих ладонях он управляет стрелками, которые контролируют движение объектов. Работает вместе с Сусамару и оказывается убит Тандзиро.

#### Сусамару
Сэйю — Микако Комацу
Сусамару (яп. 朱紗丸) — девушка-демон, служащая непосредственно Мудзану и утверждающая, что она из Дюжины бесовских лун, хотя у неё и нет номера в глазу. Она способна отращивать несколько рук и создавать тэмари, которые она использует как оружие в сочетании со способностью Яхабы. Когда Тамаё с помощью гипноза заставляет Сусамару пробудить проклятие Мудзана, её тело самоуничтожается, а останки испепеляются на солнечном свету.

#### Языкастый демон
Сэйю — Тарусукэ Сингаки
Языкастый демон (яп. 舌鬼 Сита они) — демон, живущий в Доме барабанов. Убит Дзэницу.

#### Рогатый демон
Сэйю — Ёсихиса Кавахара
Рогатый демон (яп. 角状鬼 Цунодзё: они) — демон, живущий в Доме барабанов. Убит Иноскэ.

#### Душегуб
Сэйю — Кэнтаро Ито
Душегуб (яп. 切きり или 裂さき Кирисаки) — демон, объявившийся в ходе расследования дела о поезде «Бесконечный» и ответственный за множество нападений на людей. Побеждён Кёдзюро Рэнгоку.

## Семья Камадо
Члены семьи Камадо — потомки Сумиёси, старого друга Ёриити Цугикуни и создателя танца бога огня, который он придумал, чтобы передавать навыки владения дыханием дня из поколения в поколение. Тандзиро и Нэдзуко — единственные члены семьи, оставшиеся в живых после того, как их отец умер от болезни, а остальных родственников убил Мудзан в своей попытке создать демонов, неуязвимых к солнечному свету.

### Тандзюро Камадо
Сэйю — Синъитиро Мики
Тандзюро Камадо (яп. 竈門 炭十郎 Камадо Тандзю:ро:) — покойный муж Киэ Камадо, отец Тандзиро и Нэдзуко. От него Тандзиро унаследовал серьги и танец бога огня, который тот часами исполнял без особых усилий, несмотря на слабое здоровье.

### Киэ Камадо
Сэйю — Хоко Кувасима
Киэ Камадо (яп. 竈門 葵枝 Камадо Киэ) — жена Тандзюро и мать шестерых детей, в том числе Тандзиро и Нэдзуко. После смерти мужа ей пришлось в одиночку заботиться о них, а Тандзиро, будучи старшим сыном, помогал ей. Она поддерживала и радовала свою семью до тех пор, пока не была убита Мудзаном Кибуцудзи.

### Такэо Камадо
Сэйю — Ё Таити
Такэо Камадо (яп. 竈門 竹雄 Камадо Такэо) — третий ребёнок Тандзюро, младший брат Тандзиро и Нэдзуко. Он кажется замкнутым и необщительным человеком. Убит Мудзаном Кибуцудзи.

### Ханако Камадо
Сэйю — Кономи Кохара
Ханако Камадо (яп. 竈門 花子 Камадо Ханако) — четвёртый ребёнок в семье Камадо. Она обожает Тандзиро и хочет пойти за ним, когда тот отправляется продавать уголь, однако мать ей этого не позволяет. Тандзиро просит её дождаться его возвращения, однако прежде чем он успевает вернуться домой, её убивает Мудзан Кибуцудзи.

### Сигэру Камадо
Сэйю — Каэдэ Хондо
Сигэру Камадо (яп. 竈門 茂 Камадо Сигэру) — пятый ребёнок Тандзюро и Киэ. Как и Ханако, обожает своего брата Тандзиро и просит взять его с собой. Убит Мудзаном Кибуцудзи.

### Рокута Камадо
Сэйю — Аой Кога
Ро́кута Камадо (яп. 竈門 六太 Камадо Рокута) — самый младший ребёнок в семье, убит Мудзаном Кибуцудзи. Иногда, глядя на других людей, Нэдзуко вспоминает о нём.

### Сумиёси
Сэйю — Хирофуми Нодзима
Сумиёси (яп. 炭吉) — предок семьи Камадо и друг Ёриити Цугикуни, создателя дыхания дня. Именно он создал танец бога огня на основе тех приёмов дыхания дня, что Ёриити показал ему и его семье. Он также получил от Ёриити серьги в виде ханафуда, которые носит Тандзиро.

### Сумихико Камадо
Сумихико Камадо (яп. 竈門 炭彦 Камадо Сумихико) — потомок Тандзиро и Канао из современности. Он — 15-летний мальчик, похожий на Тандзиро.

### Каната Камадо
Каната Камадо (яп. 竈門 カナタ Камадо Каната) — другой потомок Тандзиро и Канао из современности, старший брат Сумихико. Ему 16 лет, он похож на Канао.

## Семья Рэнгоку

### Синдзюро Рэнгоку
Сэйю — Рикия Кояма
Синдзюро Рэнгоку (яп. 煉獄 槇寿郎 Рэнгоку Синдзюро:) — бывший пламенный столп, отец Кёдзюро и Сэндзюро. Он уходит из рядов истребителей демонов, когда понимает, что его стиль дыхания пламени уступает первоначальному стилю, дыханию дня. С тех пор он часто пьёт и всё своё время проводит дома, но в один момент ему передают последние слова Кёдзюро, попросившего отца беречь своё здоровье. Он вновь появляется в финальной битве против Мудзана, охраняя семью Убуясики вместе с Тэнгэном.

### Рука Рэнгоку
Сэйю — Мэгуми Тоёгути
Рука Рэнгоку (яп. 煉獄 瑠火 Рэнгоку Рука) — покойная жена Синдзюро, мать Кёдзюро и Сэндзюро. Именно она внушила Кёдзюро завет использовать свою силу для помощи слабым.

### Сэндзюро Рэнгоку
Сэйю — Дзюнъя Эноки
Сэндзюро Рэнгоку (яп. 煉獄 千寿郎 Рэнгоку Сэндзюро:) — младший брат Кёдзюро. Становится другом Тандзиро и начинает изучать возможную связь танца бога огня с дыханием дня. Позднее отправляет Тандзиро письмо, в котором рассказывает о тринадцатой, утерянной ката танца бога огня, надеясь, что эта информация поможет ему в битве против Мудзана.

### Тодзюро Рэнгоку
Тодзюро Рэнгоку (яп. 煉獄 桃寿郎 Рэнгоку То:дзюро:) — потомок Сэндзюро. Внешностью и характером похож на Кёдзюро, является близким другом Сумихико.

## Персонажи второго плана

### Сакондзи Урокодаки
Сэйю — Хотю Оцука
Сакондзи Урокодаки (яп. 鱗滝 左近次 Урокодаки Сакондзи) — бывший водный столп. Узнаёт о Тандзиро и Нэдзуко от своего ученика Гию. Поначалу его тревожит доброта Тандзиро, однако он соглашается его тренировать. Во время тренировок он сближается с Тандзиро и Нэдзуко и проливает слёзы радости, когда Тандзиро возвращается с окончательного отбора живым, став таким образом первым за долгое время его выжившим учеником. С тех пор он пристально следит за тем, как они взрослеют. Он клянётся столпам, что в том случае, если Нэдзуко съест человека, Тандзиро, Гию и он сам убьют её и себя заодно в знак искупления.

### Сабито
Сэйю — Юки Кадзи
Сабито (яп. 錆兎) — один из учеников Урокодаки. Погиб на окончательном отборе, пытаясь спасти других учеников, в числе которых был Гию. Он был особенно одарённым и сильным. Его призрак даёт Тандзиро советы во время его тренировок. Они с Макомо были убиты Демоном рук, которого поймал Урокодаки.

### Макомо
Сэйю — Аи Какума
Макомо (яп. 真菰) — одна из учениц Урокодаки. Погибла на окончательном отборе. Подобно Сабито, она была очень одарённой. В бою её преимуществом была скорость. Во время тренировок Тандзиро её призрак даёт ему советы. Как и Сабито, её убил Демон рук, пойманный Урокодаки.

### Вороны уз
Сэйю — Такуми Ямадзаки (ворон Тандзиро), Риэ Кугимия (ворон Муитиро)
Во́роны уз (яп. 鎹鴉 Касугай гарасу) — вороны, владеющие человеческой речью, говорящие очень громко и ограниченные в словах. У каждого истребителя есть ворон, который сообщает о новых заданиях. Тем не менее Дзэницу вместо ворона получает воробья.

### Укоги
Сэйю — Манака Ивами
Укоги (яп. うこぎ) — единственный воробей, прошедший вступительные испытания при вступлении в ряды воронов уз. Его назначают служить Дзэницу, который называет его Тюнтаро (яп. ちゅん太郎 Тюнтаро:), он часто делает юноше выговоры за трусость.

### Тамаё
Сэйю — Маая Сакамото
Тамаё (яп. 珠世) — одарённая девушка-врач, демон. После того, как Мудзан обратил её, убила и съела свою семью, чего сама испугалась. Тем не менее она находилась во власти Мудзана до тех пор, пока его чуть не убил Ёриити Цугикуни, пощадивший её. Позднее изменилась, чтобы выживать лишь на небольшом объёме человеческой крови. Пытается создать лекарство для демонов, однако для этого требуется кровь особенных демонов. Для этого она заручается поддержкой Тандзиро, который предлагает взять пробу крови Нэдзуко и пытается добыть образцы крови демонов из Дюжины бесовских лун. Она также может создавать демонов, — помимо неё, на это способен лишь Мудзан, — однако идёт на это только ради помощи умирающим пациентам, у которых нет иного выхода, будучи до конца уверена в том, что они знают, каково это — стать демоном. Завершив работу над лекарством от проклятия Нэдзуко, Тамаё жертвует собой, чтобы с помощью Кагаи заманить Мудзана в ловушку, и, хотя ей не удаётся убить его, она отравляет демона смесью из субстанций, которую она создала с помощью Синобу, и сильно ослабляет его.

### Юсиро
Сэйю — Дайки Ямасита
Юсиро (яп. 愈史郎 Юсиро:) — демон, обращённый Тамаё. Он очень сильно о ней заботится и старается защитить. Это подразумевает тот факт, что он в неё влюблён. Юсиро — единственный созданный Тамаё демон, а поэтому не имеет связи с Мудзаном. Чтобы жить, ему необходим лишь малый объём крови, даже меньше, чем нужно Тамаё. Упоминается, что он имеет «боевую форму», которую принимает по мере необходимости. Обладает особой способностью скрывать присутствие живых существ, а также лицезреть невидимое. Эта техника не до конца совершенна, и чем больше людей он скрывает, тем легче их найти. После смерти своей госпожи Юсиро сопровождает истребителей демонов в финальной битве против Мудзана, оказывая первую помощь раненым солдатам и помогая Тандзиро и его друзьям уворачиваться от атак Мудзана с помощью своих скрывающих амулетов. После гибели Мудзана Юсиро продолжает жить как демон и доживает до наших дней, зарабатывает на жизнь тем, что пишет картины.

### Дзигоро Кувадзима
Сэйю — Сигэру Тиба
Дзигоро Кувадзима (яп. 桑島 慈悟郎 Кувадзима Дзигоро:) — бывший столп молний, воспитатель Дзэницу и Кайгаку. Также был известен под прозвищем «Сихан». После предательства Кайгаку совершает сэппуку.

### Котоха Хасибира
Сэйю — Мамико Ното
Котоха Хасибира (яп. 嘴平 琴葉 Хасибира Котоха) — покойная мать Иноскэ, очень на него похожая. Была убита Домой, одним из демонов молодых лун, сразу после того, как сбросила Иноскэ со скалы в отчаянной попытке спасти ему жизнь.

### Макио, Сума и Хинацуру
Сэйю — Сидзука Исигами (Макио), Нао Тояма (Сума) и Ацуми Танэдзаки (Хинацуру)
Макио (яп. まきを), Сума (яп. 須磨) и Хинацуру (яп. 雛鶴) — куноити и жёны Тэнгэна, помогавшие ему и его друзьям в бою с демонами.

### Ёриити Цугикуни
Сэйю — Кадзухико Иноуэ
Ёриити Цугикуни (яп. 継国 縁壱 Цугикуни Ёриити) — младший брат-близнец Кокусибо, ставший истребителем демонов после того, как его беременную жену убил демон. Именно он создал дыхание дня, из которого были развиты все прочие техники дыхания. Будучи истребителем, в одиночку загнал в угол и практически победил Мудзана, однако не смог добить его, хотя и нанёс демону множество ранений, которые так и не зажили. Был исключён из рядов истребителей, когда стало известно, что он позволил Тамаё уйти и что его брат стал демоном. Позднее он познакомился с предками Тандзиро и обучил их дыханию дня, которое они передавали из поколения в поколение в виде танца бога огня вместе с его серьгами, которые теперь носит Тандзиро. Умер от старости во время боя с Кокусибо.

## Эпизодические персонажи

### Сабуро
Сэйю — Масаки Тэрасома
Сабуро (яп. 三郎 Сабуро:) — крестьянин, предлагающий Тандзиро переночевать у него в ту ночь, когда на его семью нападает Мудзан, беспокоясь о его безопасности.

### Тоё
Сэйю — Мицуо Ивата
Тоё (яп. 豊) — торговец удоном. Тоё испытывает страсть к своим удонам и злится, когда его блюдо не едят. Они злится на Тандзиро за то, что тот сбежал, почуяв запах Мудзана и оставив свою порцию недоеденной, но успокаивается, когда он возвращается и старается загладить свою вину, съев две порции удона.

### Тэруко
Сэйю — Михо Окасаки
Тэруко (яп. 照子) — маленькая девочка, которая вместе со своим братом Сёити просит Тандзиро и Дзэницу спасти их брата Киёси из Дома барабанов.

### Сёити
Сэйю — Мицухиро Итики
Сёити (яп. 正一 Сё:ити) — маленький мальчик, который вместе со своей сестрой Тэруко просит Тандзиро и Дзэницу спасти их брата Киёси из Дома барабанов. Когда внутри Дома их с сестрой разделяют, он оказывается в компании Дзэницу и его раздражает трусливое поведение истребителя. Так как Дзэницу убил одного из преследующих их демонов во сне, истребитель остался под впечатлением, что жизнь ему спас Сёити, а не наоборот.

### Киёси
Сэйю — Сюнъити Токи
Киёси (яп. 清) — старший брат Тэруко и Сёити, похищенный демоном из Дома барабанов, Кёгаем. Он обладает так называемой «редкой кровью», которая, по словам демонов, более питательна, чем обычная, и считается, что съедение одного обладателя редкой крови равноценно поеданию одновременно сотни людей. Это делает таких людей весьма ценными для демонов.

### Хиса
Сэйю — Икуко Тани
Хиса (яп. ひさ) — пожилая женщина, позволяющая истребителям останавливаться у неё дома на ночлег. Тандзиро и друзья приходят к ней после битвы с Кёгаем.

### Фуку и Томи
Сэйю — Инори Минасэ (Фуку) и Кикуко Иноуэ (Томи)
Фуку (яп. ふく) и Томи (яп. トミ) — оригинальные персонажи, придуманные для аниме, бабушка и внучка, торгующие бэнто на железнодорожной станции. Они знакомятся с Кёдзюро во время расследования им дела об инциденте на поезде «Бесконечный», а позднее он спасает их от демона, сбежавшего с поезда, находившегося в то время в ремонте. Несколькими годами ранее Томи и её дочь (мать Фуку) были спасены от демона отцом Кёдзюро, Синдзюро; Томи вспоминает об этом, когда замечает сходства между стилями боя Кёдзюро и Синдзюро. Позднее Кёдзюро покупает у них большое количество бэнто, которые ест на поезде «Бесконечный».

## Комментарии
1. ↑  В официальном русском дубляже аниме-сериала от ТО «Студийная банда» (с 2019 года) — Зени́цу Агацума.